# Kajakarstwo na Letnich Igrzyskach Olimpijskich 1956
Kajakarstwo na Letnich Igrzyskach Olimpijskich 1956 odbywało się w dniach 30 listopada – 1 grudnia 1956. Udział w zawodach wzięło 113 zawodników (103 mężczyzn i 10 kobiet) z 17 krajów. Zawody rozgrywane były na Lake Wendouree at Ballarat w Melbourne.

## Medaliści

### Mężczyźni
| Konkurencja              | Złoto                                          | Srebro                                       | Brąz                                    |
| C-1 1000 m (szczegóły)   | Leon Rotman                                    | István Hernek                                | Giennadij Bucharin                      |
| C-1 10 000 m (szczegóły) | Leon Rotman                                    | János Parti                                  | Giennadij Bucharin                      |
| C-2 1000 m (szczegóły)   | Rumunia · Dumitru Alexe · Simion Ismailciuc    | ZSRR · Pawieł Charin · Gracyan Botiew        | Węgry · Károly Wieland · Ferenc Mohácsi |
| C-2 10 000 m (szczegóły) | ZSRR · Pawieł Charin · Gracyan Botiew          | Francja · Georges Dransart · Marcel Renaud   | Węgry · Imre Farkas · József Hunics     |
| K-1 1000 m (szczegóły)   | Gert Fredriksson                               | Igor Pisariew                                | Lajos Kiss                              |
| K-1 10 000 m (szczegóły) | Gert Fredriksson                               | Ferenc Hatlaczky                             | Michel Scheuer                          |
| K-2 1000 m (szczegóły)   | Niemcy · Michel Scheuer · Meinrad Miltenberger | ZSRR · Mihhail Kaaleste · Anatolij Diemitkow | Austria · Max Raub · Herbert Wiedermann |
| K-2 10 000 m (szczegóły) | Węgry · János Urányi · László Fábián           | Niemcy · Fritz Briel · Theodor Kleine        | Australia · Dennis Green · Walter Brown |

### Kobiety
| Konkurencja           | Złoto                  | Srebro       | Brąz      |
| K-1 500 m (szczegóły) | Jelizawieta Dementiewa | Therese Zenz | Tove Søby |

## Klasyfikacja medalowa
| Klasyfikacja medalowa | Klasyfikacja medalowa         | Klasyfikacja medalowa | Klasyfikacja medalowa | Klasyfikacja medalowa | Klasyfikacja medalowa |
| --------------------- | ----------------------------- | --------------------- | --------------------- | --------------------- | --------------------- |
| Miejsce               | Reprezentacja                 | Złoto                 | Srebro                | Brąz                  | Razem                 |
| 1.                    | Rumunia                       | 3                     | –                     | –                     | 3                     |
| 2.                    | ZSRR                          | 2                     | 3                     | 2                     | 7                     |
| 3.                    | Szwecja                       | 2                     | –                     | –                     | 2                     |
| 4.                    | Węgry                         | 1                     | 3                     | 3                     | 7                     |
| 5.                    | Wspólna Reprezentacja Niemiec | 1                     | 2                     | 1                     | 4                     |
| 6.                    | Francja                       | –                     | 1                     | –                     | 1                     |
| 7.                    | Australia                     | –                     | –                     | 1                     | 1                     |
| 7.                    | Austria                       | –                     | –                     | 1                     | 1                     |
| 7.                    | Dania                         | –                     | –                     | 1                     | 1                     |